# Senna occidentalis
Senna occidentalis és una espècie de planta pantropical.
En anglès rep, entre d'altres, el nom comú de coffee senna
Anteriorment aquesta espècie estava tractada dins el gènere Cassia.
És una planta verinosa per la ramaderia bovina. Conté antraquinones. La rel conté emodina i les llavors contenen chrysarobin i N-metilmorfolina.

## Usos

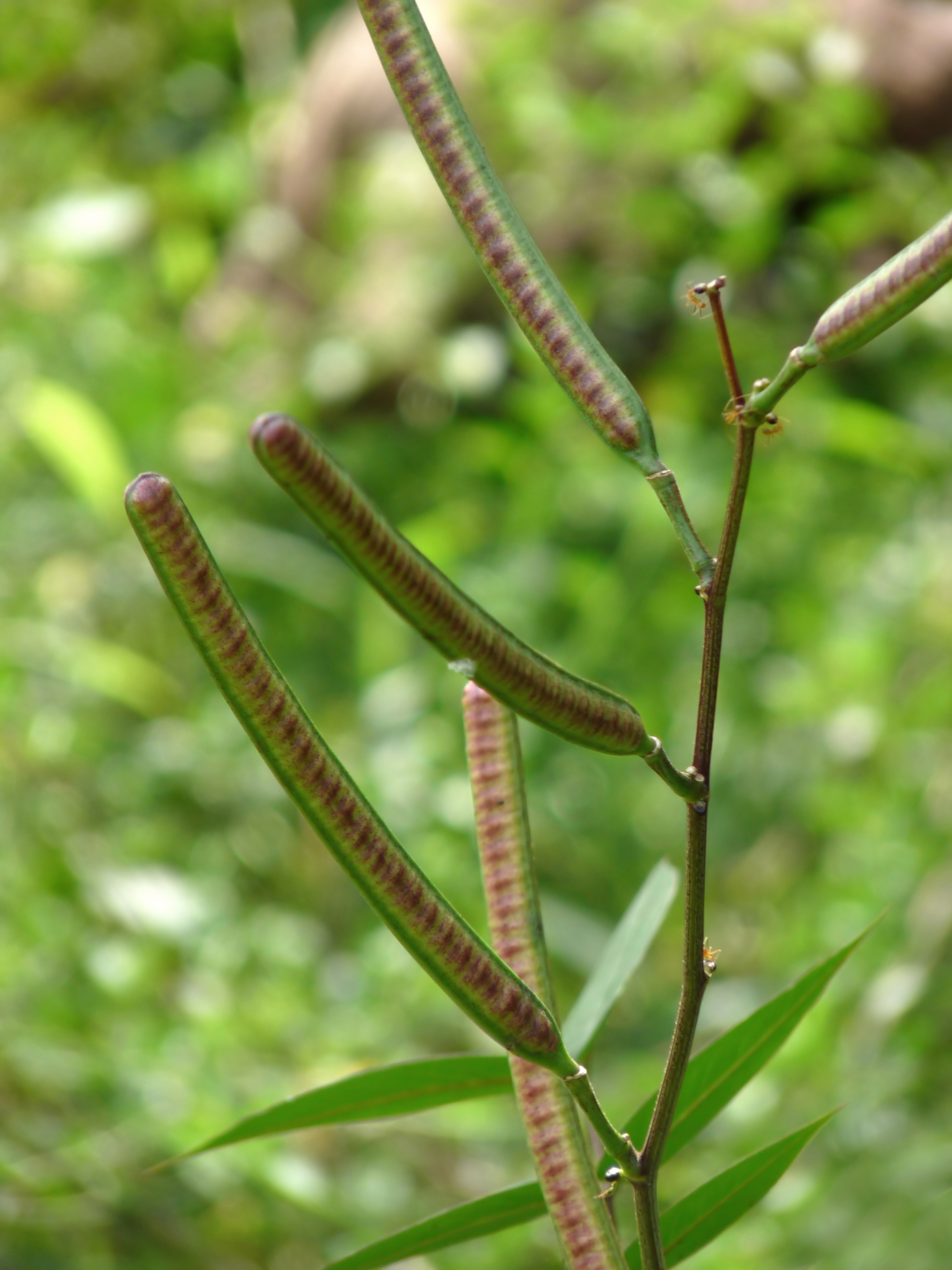
Llavors

Les seves llavors poden ser torrades i ser un substitut del cafè. També s'han usat per adulterar-lo.
Les fulles són comestibles, hi es consumeixen a llocs com les Maldives també com planta medicinal a la medicina tradicional africana.